# Giovanni Galizi De Vecchi
Giovanni Galizi De' Vechi, conosciuto anche come Giovanni Galizzi da Santacroce o Giovanni de' Vecchi (San Pellegrino Terme, circa 1500 – dopo il 1545), è stato un pittore italiano del Rinascimento veneziano, attivo principalmente a Bergamo e appartenente alla famiglia dei pittori Santacroce.

## Biografia
Difficile costruire la biografia dell'artista che è nato in val Brembana nella località conosciuta come Santacroce frazione di San Pellegrino Terme, località che ha dato i natali a questa importante famiglia di artisti conosciuta con il nome della località.
 I primi studi sull'artista si devono a Gustav Ludving che nel 1903 iniziò a interessarsi dei suoi lavori. Egli lo indica come Giovanni (Zuane), figlio di Francesco "di Vechi ditto di Galizi della Val Brembana. La presenza dei numerosi rappresentanti la famiglia bergamasca dei Santacroce a Venezia, ha sempre reso molto difficile distinguere e assegnare le loro diverse opere.
Lo studio dell'artista è proseguito con altri storici come Roberto Longhi il quale avvicina le sue opere, che pur essendo molti tradizionali, ai lavori del Tintoretto, tanto da far considerare che molte opere giovanili del Tintoretto siano invece lavori del Galizi. Questo porterebbe a un numero maggiore di dipinti del Santacroce. I due lavori del Tintoretto: Cristo e l''Adultera ospitate nei musei romani e olandesi, sarebbero da considerarsi lavori del Galizi.
(“Tintoretto – A star was born” 2018)
La data di nascita che inizialmente era considerata intorno al 1500, fu però messa in discussione dallo storico Robert Echols, che lo voleva nato dopo il 1525, ma in considerazione a quanto pubblicato dall'“Arte dei Pittori veneziani e i suoi statuti”, studio di Elena Favaro, che cita un pittore di nome Zuane de Francesco, lo farebbe identificare nel Galizi. Lo studio della: “Nella fraglia de pittori ec. Di Venezia. cominciano all 1530 e seguono” elenco degli artisti iscritti a Venezia, inizia, come indicato, solo dal 1530 e la presenza di questo “de Francesco”, porterebbe a datare la nascita del Galizi ai primi del Cinquecento e quindi a non essere coetaneo del Tintoretto che è nato nel 1518. La data di morte è indicata dall'atto testamentario redatto il 15 maggio 1565 dal notaio Angelo Canal, aperto poi l'11 giugno 1565: «Apertum et publicatum die dominico XI mensis Junii viso cadavere». L'atto testamentario riporta il nome di Zuane depertor […] fiol del quandom ser Francesco de Vechi, dove viene indicato un unico fratello: Alvise.
Dell'artista si conoscono solo due opere firmate e datate e sono entrambe degli anni quaranta del XVI secolo. Probabilmente studiò alla bottega di Francesco Rizzo da Santacroce, facente parte della famiglia che da Bergamo si spostarono nella città lagunare e che veniva conosciuti come «pittori da Santa Croce». Studiò le belliniane sacre conversazioni, e quando raggiunse l'indipendenza si allontanò dalla bottega di famiglia per seguire pittori differenti, forse l'abruzzese Polidoro da Lanciano, ma certo Jacopo Palma il Vecchio, anche lui della val Brembana, di cui qualcuno indicò come un poco dotato seguace. La vicinanza a questi pittori lo portarono allo studio dei lavori di Bonifacio Veronese.
L'artista non riuscì, nelle due uniche opere che si conoscono a proporre un'arte innovativa, ma dipinse lavori riproponendo quanto aveva apprese nelle diverse botteghe di pittori presenti a Venezia. Non vi sono informazioni riguardanti la sua vita privata.

## Opere
Solo due sono le opere firmate dell'artista che però portano a considerare l'importanza dei suoi lavori che si collegano ai pittori presenti nella prima metà del Cinquecento a Venezia e di cui i Santacroce erano molto vicini, le due opere furono infatti eseguite a Venezia:
- Polittico di Sombreno con la Madonna col Bambino e i santi Fermo e Rustico realizzato per la chiesa della Natività di Maria Vergine e Santi Fermo e Rustico, e poi conservati in collezione privata e nella pinacoteca Accademia Carrara di Bergamo,[7]
- Marco in trono tra due santi Giovanni e Patrizio nella chiesa di Santa Maria Assunta di Vertova

Attribuito:
- Madonna col Bambino e santi 1537 Cremona, collezione privata;